# Al-Rabiaa
Al-Rabiaa (tiếng Ả Rập: الربيعة, cũng đánh vần al-Rabie hoặc Rabi'a) là một ngôi làng ở phía tây bắc Syria, một phần hành chính của Tỉnh Hama, phía tây Hama. Các địa phương lân cận bao gồm Tayzin và Matnin ở phía đông, Kafr al-Tun ở phía bắc, Umm al-Tuyur ở phía tây bắc, Deir al-Salib ở phía tây, Billin ở phía tây nam, al-Muaa ở phía nam và Kafr Buhum ở phía nam Đông Nam. Theo Cục Thống kê Trung ương (CBS), al-Rabiaa có dân số 7,508 trong cuộc điều tra dân số năm 2004. Cư dân của nó chủ yếu là Alawites.